# Bigeneridade
Bigeneridade ou gênero duplo, no contexto social e não genético, é uma identidade de gênero que inclui qualquer uma das várias identidades de gênero e comportamentos. Alguns indivíduos bigêneros expressam duas personalidades distintas, uma feminina e outra masculina; outros consideram que eles se identificam como possuindo dois gêneros simultaneamente. É reconhecido pela Associação Americana de Psicologia como um subconjunto do grupo transgênero.
Uma pesquisa realizada em 1999 pelo Departamento de Saúde Pública de São Francisco observou que, entre a comunidade transgênero, menos de 3% daquelas pessoas que foram designadas homens ao nascer e menos de 8% das que foram designadas mulheres no nascimento identificam-se como bigêneras.

## Descrição
Uma identidade de gênero bigênera tem sido descrita como variando ao longo do tempo entre dois extremos. Esses períodos podem ser desde a algumas horas a alguns anos e não há limite para o número de vezes que pode mudar. Um estudante da Universidade do Missouri, Kansas, descreveu essa alternância, dizendo
| “ | Alguns dias eu acordo e penso 'Por que estou neste corpo?' [enquanto] a maioria dos dias eu acordo e penso, 'no que eu estava pensando ontem?' | ” |

Identificar-se como bigênero é tipicamente entendido como o indivíduo que se identifica como masculino e também feminino e/ou se move entre as expressões de gênero masculina e feminina com pouco meio termo. Isso é diferente de a pessoa se identificar como gênero-fluido, que é quem alterna entre quaisquer identidades de gênero fixo e pode experimentar toda uma gama ou espectro de identidades ao longo do tempo.

## Teorias
Em 2012, os pesquisadores Vilayanur S. Ramachandran e Laura K. Case teorizaram que a alternância de estados de gênero em pessoas bigêneras não é apenas explicada pela natureza socialmente construída de gênero. Indivíduos relataram que as mudanças no gênero são tipicamente involuntárias e ocorrem quando o indivíduo prefere permanecer no outro gênero. No estudo, mais da metade das pessoas estudadas relataram ter experiências de membro fantasma ― como experimentar ereções fantasmas quando o próprio corpo não tinha um pênis. Aqueles que relataram sentir membros fantasmas as avaliou como moderado em força (uma média de 2,9 em uma escala de 5 pontos). O estudo também revelou um grande número de pessoas bigêneras como portadoras de transtorno bipolar (9 de 32). Além disso, a destreza de ambas as mãos (ambidestria) ocorreu a uma taxa maior em respondentes bigêneros.

## Bandeiras
Não há uma bandeira oficial para bigênero, mas há pelo menos quatro versões mais conhecidas, destacadas abaixo.

Primeira bandeira[6]
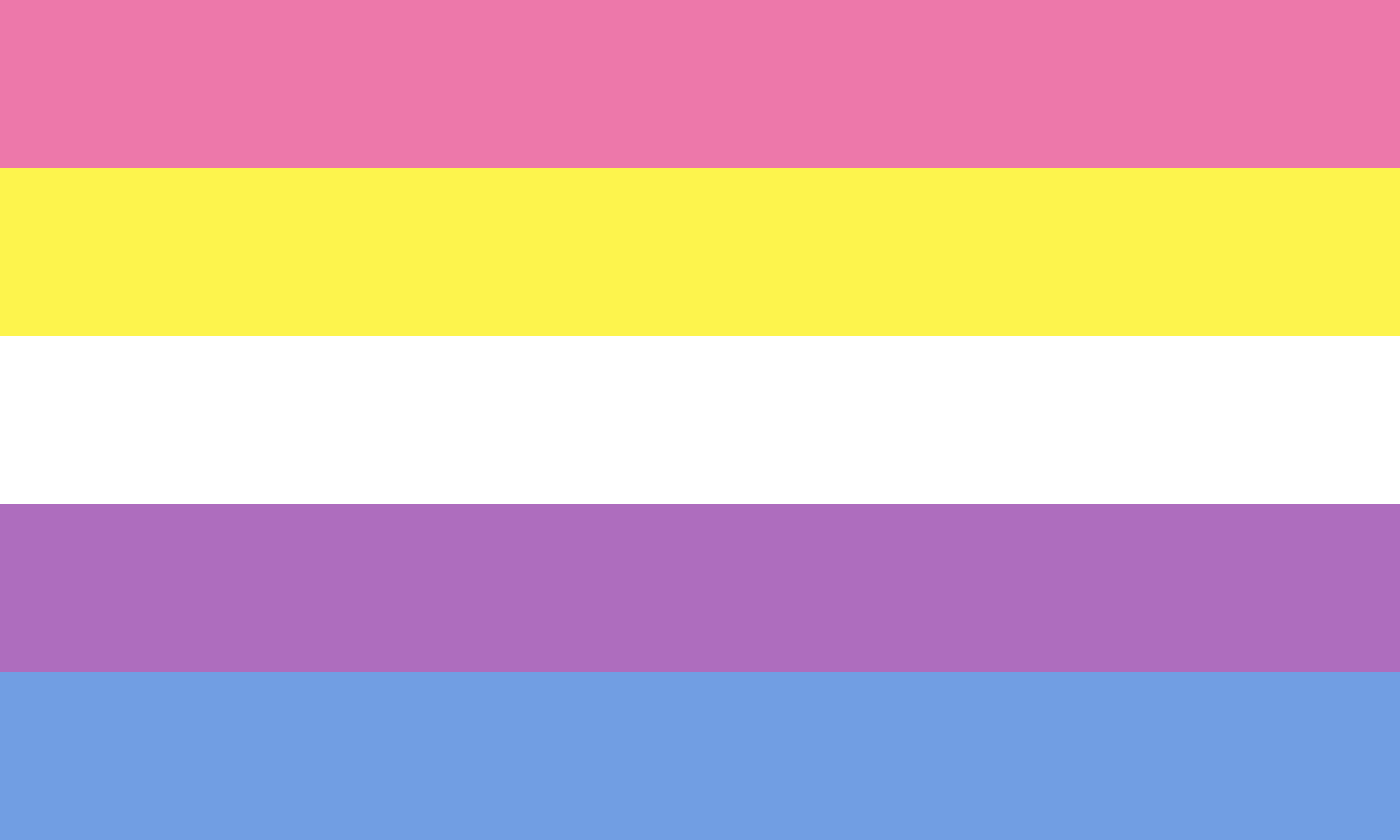
Segunda bandeira
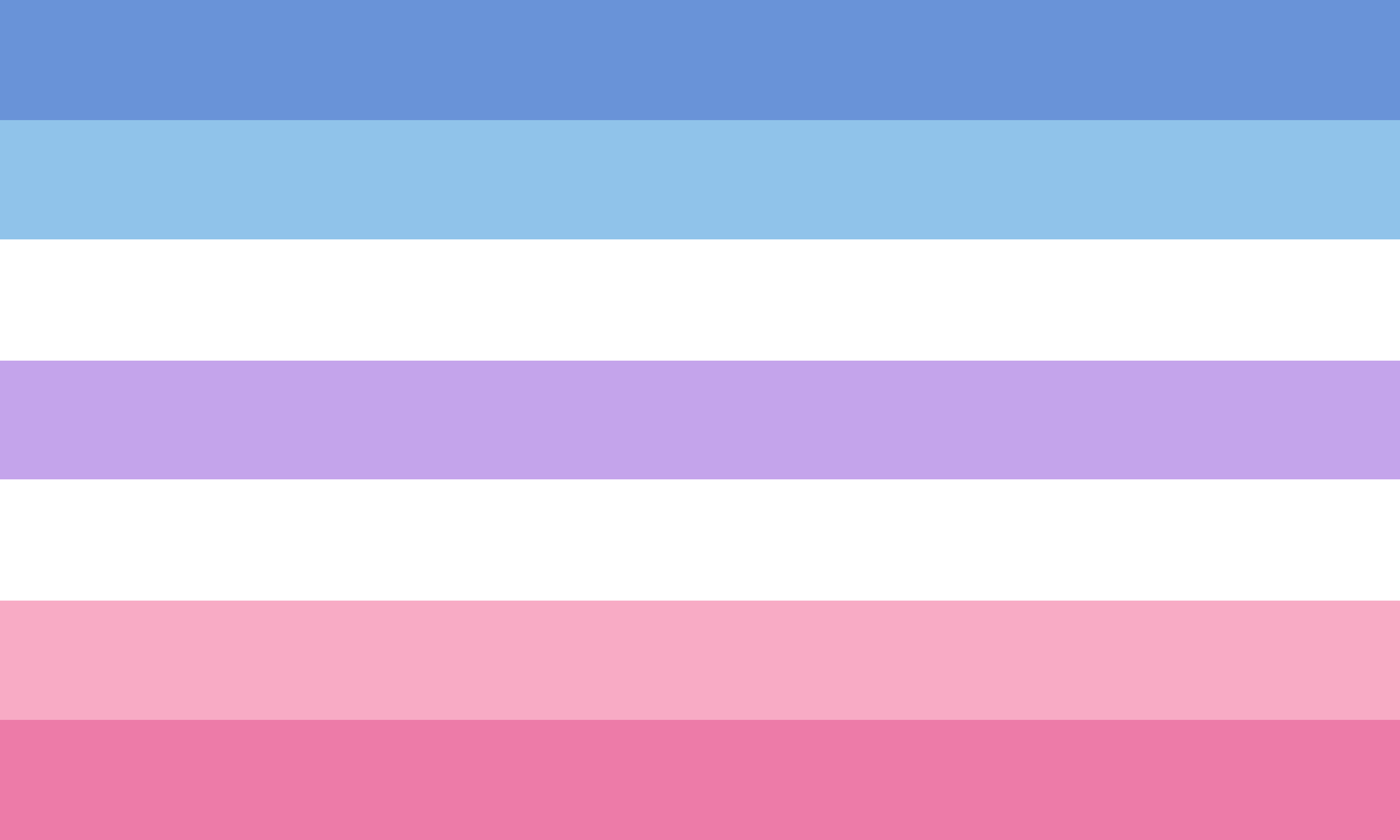
Bandeira alternativa
(Bigênero)/intersexo[9][10]